# An Ik-soo
An Ik-Soo (6 de Maio de 1965) é um ex-futebolista, atualmente treinador de futebol sul-coreano

## Carreira
An Ik-Soo fez parte do elenco da Seleção Coreana de Futebol da Copa do Mundo de 1990 e 1994.